# 斯特羅馬島

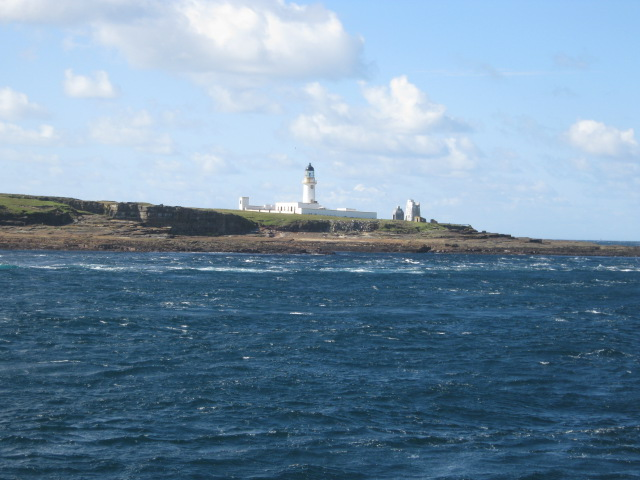

斯特羅馬島是蘇格蘭的島嶼，位於大西洋海域的彭特蘭海峽，長3.5公里、寬1.5公里，面積3.75平方公里，最高點海拔高度53米，島上無人居住。

## 外部連結
- Stroma （页面存档备份，存于）
- Aerial photos of Stroma